# Claude Brueys

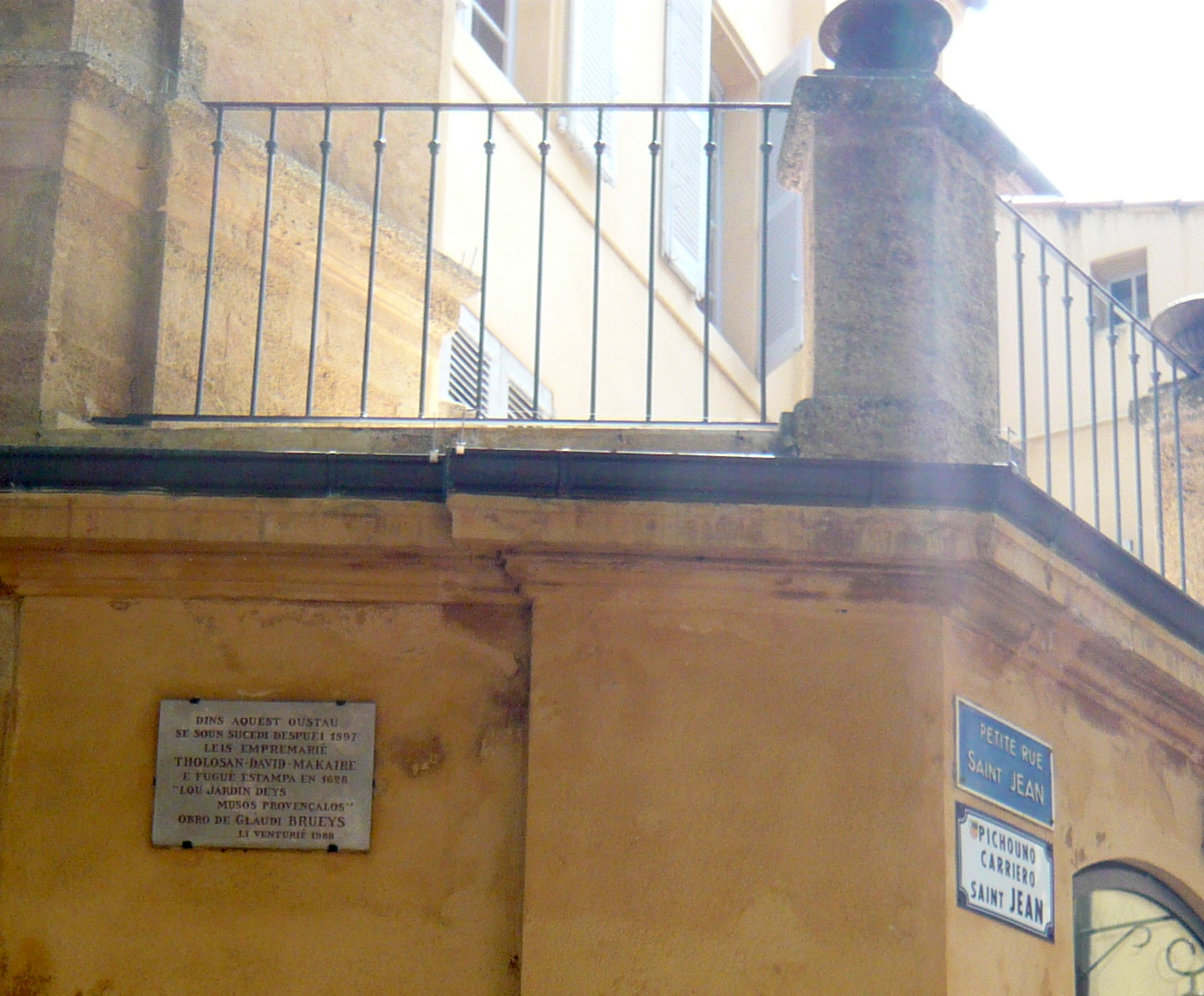
Gedenktafel für Claude Brueys (Aix-en-Provence, Place de Verdun)

Claude Brueys (auch: Glaudi Brueis; * 1570 in Aix-en-Provence; † 1650 ebenda) war ein französischer Dichter okzitanischer Sprache.

## Leben und Werk
Claude Brueys, der zur führenden Schicht von Aix-en-Provence gehörte, dichtete in provenzalischer Sprache Komödien und Gedichte und fühlte sich in der Nachfolge der Trobadordichtung. In Aix-en-Provence ist eine Gedenktafel für ihn angebracht.

## Werke (Auswahl)

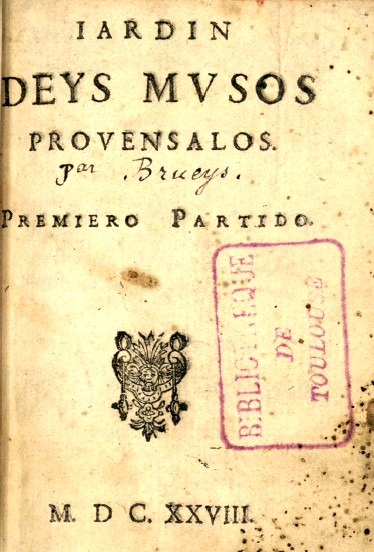
Werk von Claude Brueys (1628)

- Iardin deys mvsos provensalos. Diuisat en quatre partidos. David, Aix-en-Provence 1628. Harald Fischer Verlag, Erlangen 2007. (Verstheater und Dichtung)
  - Lou Jardin deys Musos provençalos. Ou recueil de plusieurs pessos en vers provençaus, recuillidos deys obros deys plus doctes poëtos d’aquest pays. Garcin, Marseille 1665.
  - Poésies provençales des XVIe et XVIIe siècles. Hrsg. Anselme Mortreuil (1806–1876). Marseille 1843. Slatkine, Genf 1971.
- Chansons provençales. Texte provençal, traduction française. Hrsg. Emmanuel Desiles. Lou Prouvençau a l’escolo, Maillane 2005. (zweisprachig okzitanisch-französisch, mit einer Studie des Herausgebers: Le libertinage des chansons de Claude Brueys)